# 2335 James

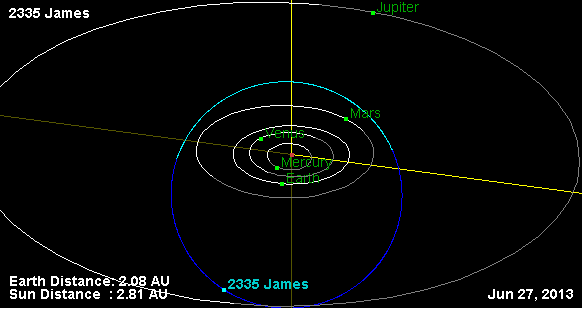

2335 James è un asteroide areosecante. Scoperto nel 1974, presenta un'orbita caratterizzata da un semiasse maggiore pari a 2,1234101 UA e da un'eccentricità di 0,3599892, inclinata di 36,32057° rispetto all'eclittica.
Dal 1º gennaio al 1º marzo 1981, quando 2343 Siding Spring ricevette la denominazione ufficiale, è stato l'asteroide denominato con il più alto numero ordinale. Prima della sua denominazione, il primato era di 2288 Karolinum.
Prende il nome da James G. Williams, esperto di meccanica celeste.